# Monte Grande (Sal)
Monte Grande, també conegut com a Monte Vermelho és un muntanya a la part nord de l'illa de Sal a Cap Verd. Es troba a 8 km al nord-est de la capital de l'illa, Espargos. Amb 405 m d'altitud és el punt més alt de l'illa. És un paisatge protegit causa del seu valor geològic, la seva àrea abasta 1.320 ha i els límits són de 16,569 km de longitud.
Dos o tres camins forestals connecten la muntanya. La seva geologia és composta de material volcànic recent, sobretot amb la presència de lava en el costat occidental. Aquest tipus de característica existeix en algunes altres illes.